# Скрытой камерой
«Скрытой камерой» — кинофильм.

## Сюжет
Профессор социальной антропологии по имени Дел Калвин случайно заснял на видеокамеру убийство своего соседа. Хотя он в состоянии опознать преступника, идти в полицию главный герой не торопится, чтобы не оказаться самому под подозрением. Теперь ему придётся вжиться в роль детектива, чтобы разобраться с помощью своего друга в этом деле.

## В ролях
- Тимоти Басфилд — профессор Дел Калвин
- Хизер Локлир — Виктория
- Майкл Бек — Брейт
- Луис Гьямбалво
- Дэвид Байрон